# Dobršín
Dobršín (en allemand : Doberschin) est une commune du district de Klatovy, dans la région de Plzeň, en République tchèque. Sa population s'élevait à 101 habitants en 2021.

## Géographie
Dobršín se trouve à 5 km au nord-est de Sušice, à 25 km au sud-est de Klatovy, à 55 km au sud-sud-est de Plzeň et à 111 km au sud-ouest de Prague.
La commune est limitée par Budětice au nord, par Rabí à l'est, par la rivière Otava et la ville de Sušice au sud et par Hrádek au sud-ouest.

## Histoire
La première mention écrite de la localité date de 1372.

## Galerie

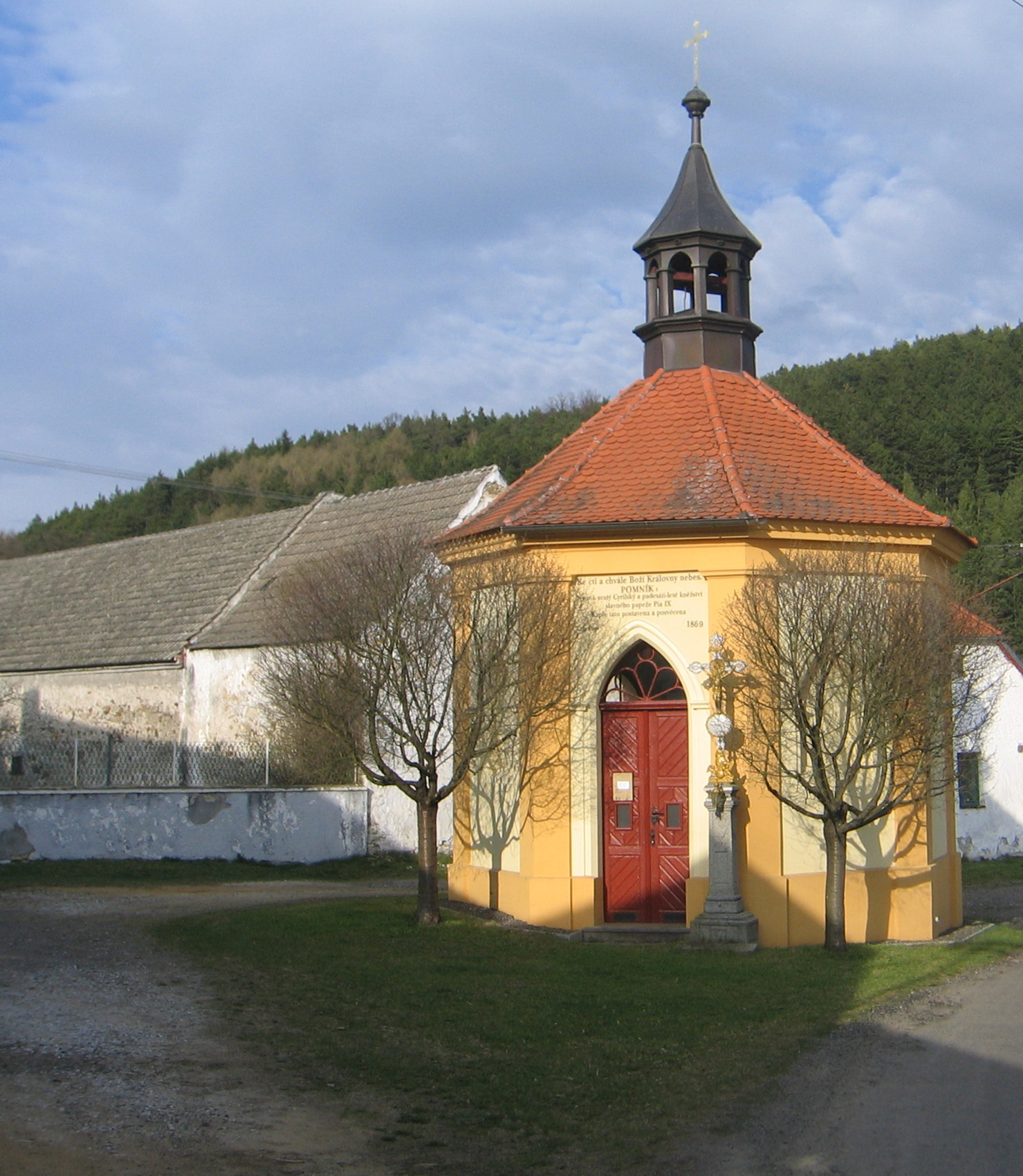
Dobršín : chapelle.
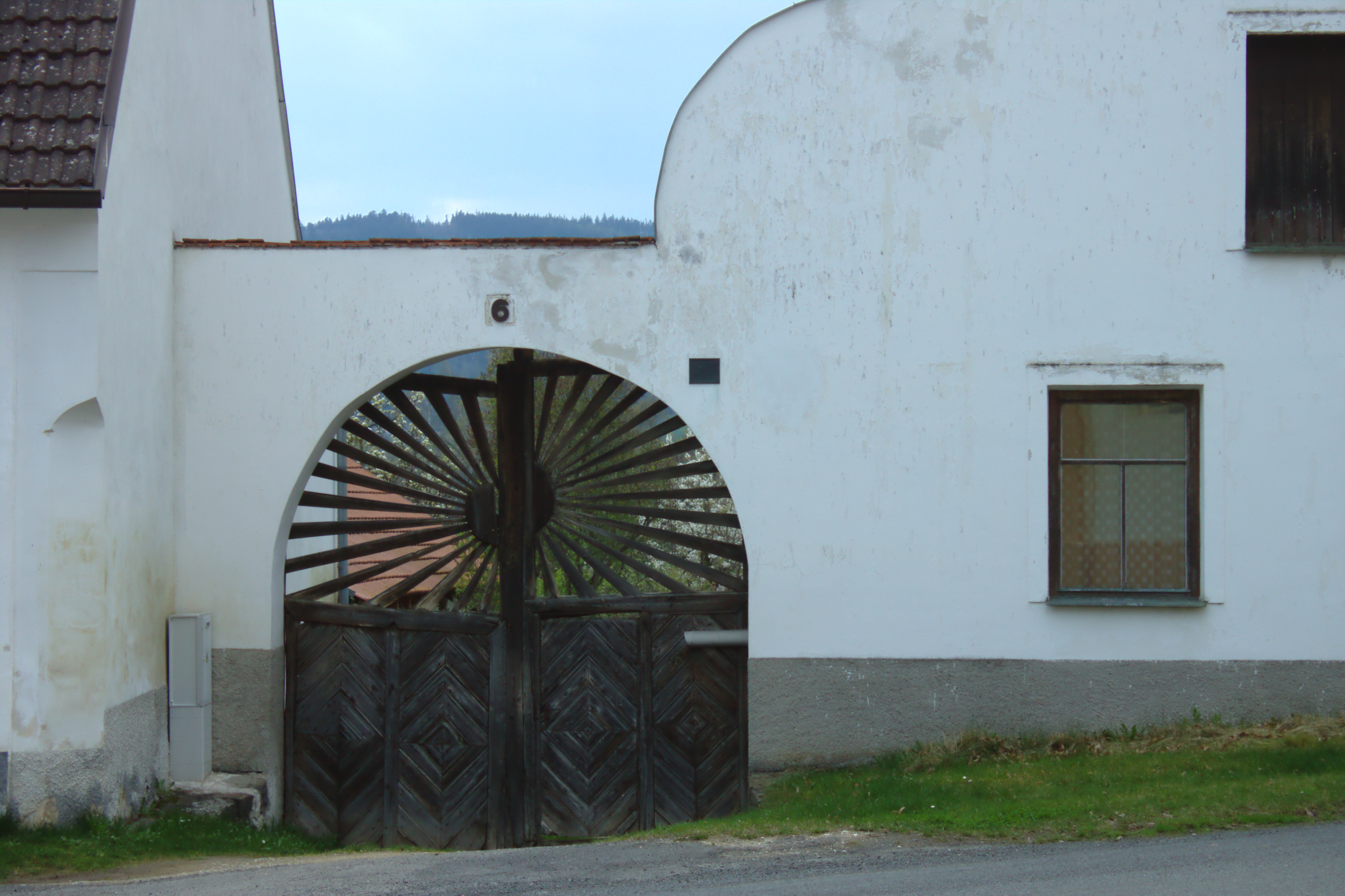
Porte d'une maison rurale.

## Transports
Par la route, Dobršín se trouve à 5 km de Sušice, à 30 km de Klatovy, à 74 km de Plzeň et à 127 km de Prague.